# Všeruby (ort i Tjeckien, lat 49,84, long 13,23)
Všeruby är en stad i Tjeckien.   Den ligger i regionen Plzeň, i den västra delen av landet, 90 km väster om huvudstaden Prag. Všeruby ligger 427 meter över havet och antalet invånare är 1 017.
Terrängen runt Všeruby är lite kuperad. Runt Všeruby är det tätbefolkat, med 276 invånare per kvadratkilometer. Närmaste större samhälle är Plzeň, 14,9 km sydost om Všeruby. Trakten runt Všeruby består till största delen av jordbruksmark.